# Verdesse
La verdesse est un cépage de cuve blanc, cultivé principalement en  Isère sur les Coteaux-du-grésivaudan et dans le Bugey. Il est autorisé dans le cadre de l'AOC Savoie.

## Synonymes
Bian ver, Bian vert, Blanchette, Clairette de Chindrieux, Clairette précoce, Dongine, Etraire Blanche, Verdasse, Verdea, Verdêche, Verdesse Muscade, Verdeze musqué et Verdeze musquée.